# Chelipoda remissa
Chelipoda remissa är en tvåvingeart som beskrevs av Collin 1933. Chelipoda remissa ingår i släktet Chelipoda och familjen dansflugor. Inga underarter finns listade i Catalogue of Life.